# Семидневная битва
Семидневная битва (англ. Seven Days Battles) — серия из шести крупных сражений, произошедших за семь дней с 25 июня по 1 июля 1862 года около Ричмонда, штат Виргиния, в годы гражданской войны в Америке. В этом сражении армия Конфедерации под командованием генерала Ли отбросила федеральную армию Джорджа Макклеллана от Ричмонда и затем заставила её покинуть Вирджинский полуостров. Иногда эту битву называют Семидневной кампанией, хотя она была только частью Кампании на Полуострове.
Семидневная битва началась атакой федеральной армии в сражении в Дубовой Роще 25 июня 1862 года, однако Макклеллан быстро потерял инициативу, а Ли начал серию атак 26-27 июня. Потомакская армия начала отступать к Джеймс-Ривер. Ли пытался перехватить федеральную армию в сражении при Глендейле 30 июня, но перехват не удался и федералы отступили на укреплённые позиции на Малверн-Хилл. 1 июля в сражении при Малверн-Хилл Ли предпринял несколько неудачных лобовых атак, в результате которых армия Конфедерации понесла большие потери.
После конца сражения армия Макклеллана осталась на Джеймс-Ривер. При отступлении она потеряла 16 000 человек. Армия Ли, которая наступала всё это время, потеряла около 20 000 человек. Ли убедился, что Макклеллан не повторит наступления на Ричмонд, и направил свою армию на север.

## Предыстория

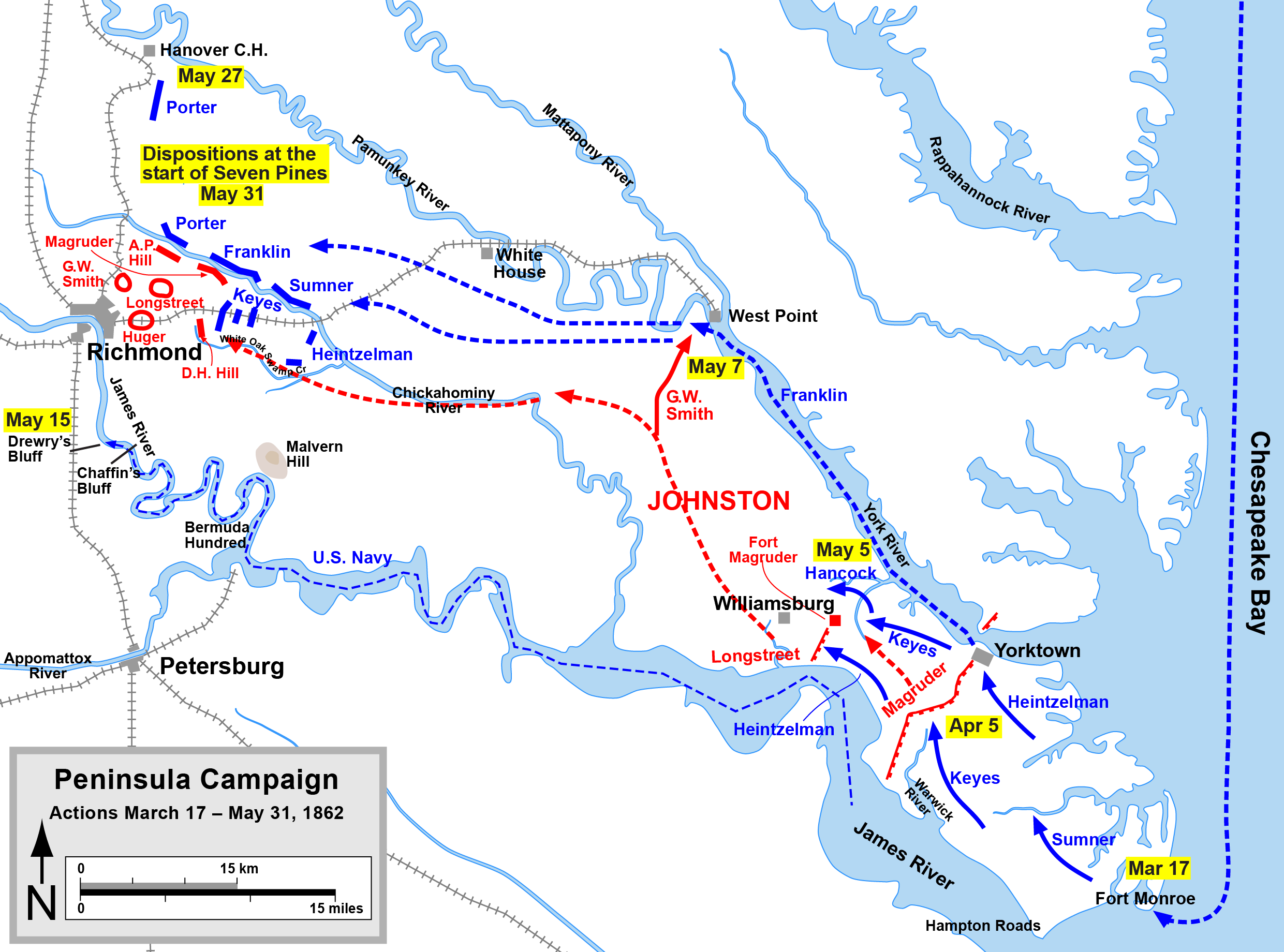
Кампания на Полуострове до битвы при Севен-Пайнс

Сражение было частью Кампании на Полуострове, которая представляла собой неудачную попытку Макклеллана захватить столицу Конфедерации город Ричмонд и завершить войну. Кампания началась в марте 1862 года, когда Потомакская армия высадилась в Форте Монро на Вирджинском полуострове. Медленно и осторожно двигаясь по полуострову, Макклеллан провёл ряд сражений против генерала Джозефа Джонстона, который отступал шаг за шагом. Под Ричмондом, 31 мая и 1 июня произошло Сражение при Севен-Пайнс (оно же Битва при Фэйр-Оукс). Оно прошла неудачно для Конфедерации, но имела далеко идущие последствия — Джонстон был ранен и заменен генералом Ли. Ли провёл почти месяц, укрепляя свои оборонительные позиции и организовывая армию. Макклеллан повёл себя пассивно и ничего не предпринимал до самой Семидневной битвы. Армия Ли не имела численного превосходства над противником (более того, серьёзная часть его армии была ещё на марше), но Ли спланировал наступательную операцию, которая продемонстрировала агрессивный характер его стратегии. В этом духе он продолжал действовать всю войну.
К 25 июня войска располагались следующим образом: федеральные дивизии Самнера, Франклина и Хейнцельмана, всего 60 000 человек, стояли южнее реке Чикахомини. Части Портера, 30 000 человек, располагались на северном берегу реки. Южнее реки северянам противостояли дивизии Хьюджера и Магрудера, всего 30 000 человек. Напротив Портера, через реку, стояли дивизии Дэниеля Хилла и Лонгстрита. Части Джексона приближались к полю боя с севера.
Семидневная битва была фактически первым сражением генерала Ли в ту войну. Он начал бой под самыми стенами Ричмонда, когда, казалось бы, шансов на успех было совсем немного.

## Силы сторон
К началу сражения Северовирджинская армия несколько увеличилась и достигла своей максимальной численности за ту войну — 92 000 человек. Она состояла из нескольких команд и дивизий.
Потомакская армия Джорджа Макклелана насчитывала 104 000 человек в пяти корпусах.

## План генерала Ли

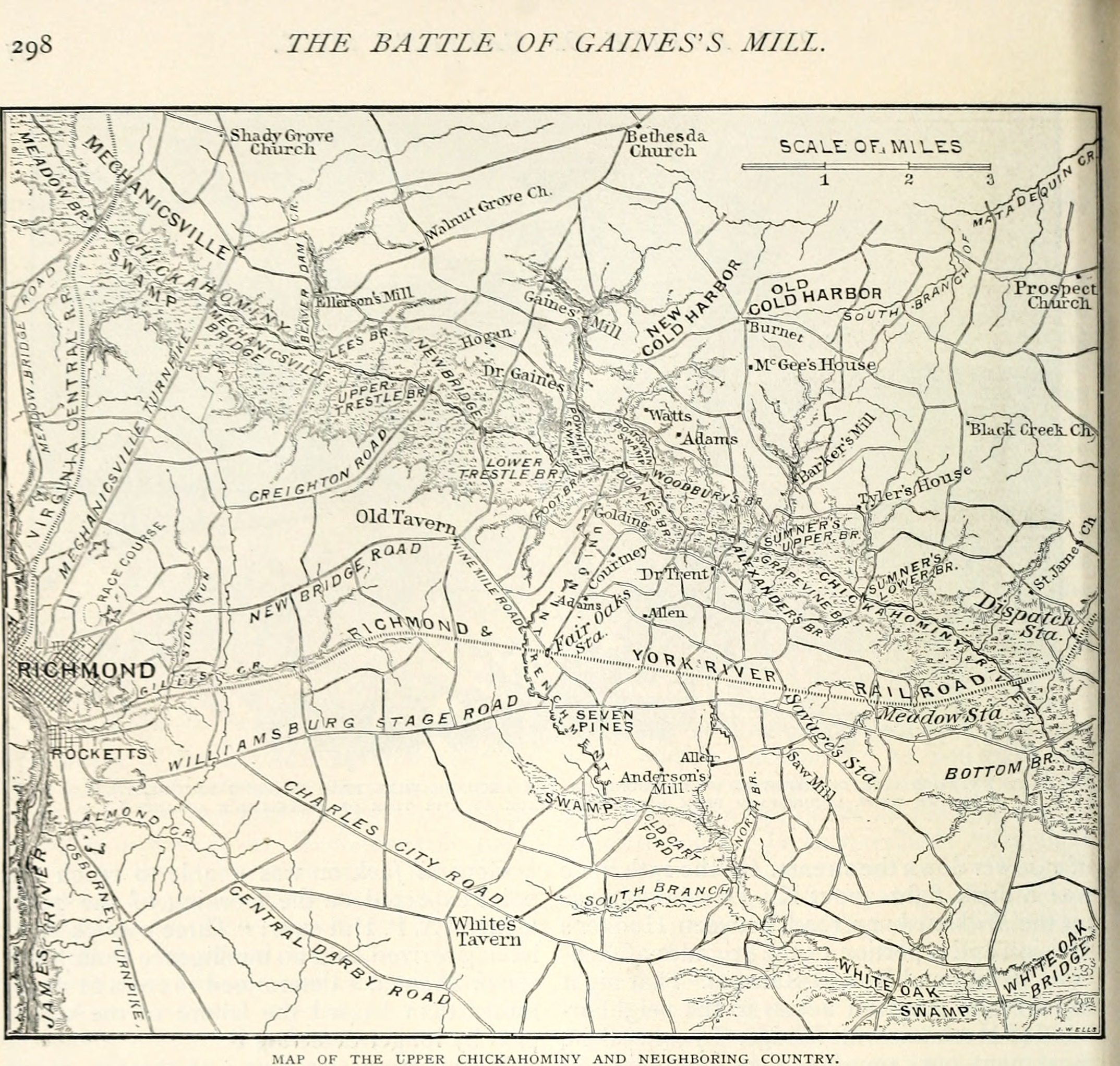
Район сражений Семидневной битвы

## Сражение

### Сражение в дубовой роще (25 июня)
25 июня Макклеллан решил атаковать позиции конфедератов на своём крайнем левом фланге, чтобы приблизить ближе к городу свои любимые осадные орудия. Для этих целей были выбраны две дивизии III корпуса под командованием Джозефа Хукера и Филлипа Кэрни. В 8:30 утра три федеральные бригады (Сиклса, Гровера и Робинсона) развернулись в боевую линию и начали наступление через небольшую лесополосу. На направлении их удара находилась дивизия Бенжамина Хьюджера. Наступавшая на правом фланге бригада Дэна Сиклса столкнулась с труднопроходимыми засеками и участками болота, затем встретила сильное сопротивление противника и отступила. Хугер воспользовался этим и провёл контратаку федеральной бригады Гровера силами бригады Райта. Эта бригада носила красную форму зуавов и сперва была принята северянами за свою. В критический момент боя 25-й Cеверокаролинский полк мощным винтовочным огнём отбросил бригаду Сиклса, причём обратил 71-й Нью-Йоркский полк в паническое бегство.
Сэмюэль Хейнцельман (ком. корпуса) двинул вперёд подкрепления и уведомил о происходящем Макклелана, который пытался удалённо управлять боем по телеграфу. Будучи не в курсе событий, Макклелан переоценил неудачу и в 10:30 приказал частям вернуться на исходные позиции, чем серьёзно сбил их с толку. Через 2 с половиной часа он лично явился на поле боя, убедился, что серьёзной угрозы нет, и велел повторить атаку. Боевые действия длились до темноты. В итоге северяне отвоевали 600 ярдов территории, потеряв 626 человек. Армия Ли потеряла 441 человека и это событие не смогло помешать Ли готовить наступление, назначенное на следующий день.

### Сражение на реке Бивер-Дам-Крик (26 июня)
Сражение на реке Бивер-Дам-Крик (Beaver Dam Creek, Река Бобровых Плотин) иногда ещё называют сражением при Меканиксвилле (англ. Mechanicsville). План Ли подразумевал атаку 65 000 солдат Конфедерации на корпус Фицджона Портера (30 000 человек), причём Томас Джексон должен был зайти во фланг и тыл армии северян, а дивизия Эмброуза Хилла атаковать их с фронта. Однако, с самого начала всё пошло не по плану. Отряд Джексона по разным причинам опаздывал к началу сражения. Время уходило, наступление было под угрозой срыва, и тогда генерал Хилл решился пойти в атаку самостоятельно, даже без приказа Ли. В 15:00 он двинул свои 11 000 человек во фронтальную атаку. Атака началась успешно — южане отбросили стоящую на их пути бригаду Джорджа Макколла, но Портер перебросил на участок атаки бригады Джона Мартиндейла и Чарльза Гриффина. Эти две дивизии, усиленные шестью батареями (32 орудия), насчитывали 14 000 человек, и они смогли отбить все атаки конфедератов, нанеся последним ощутимые потери.
Между тем поздно днем прибыл отряд Джексона, который не нашёл ни Лонгстрита, ни Хилла, и не стал ничего предпринимать. Джексон определённо должен был слышать звуки боя, но он приказал своим солдатам разбивать лагерь. Появление Джексона было обнаружено северянами и, опасаясь за правый фланг, Макклелан приказал Портеру отступить на 5 миль. Вечером Хилл повторил атаку, но снова не добился успеха.
Тактически Союз выиграл это сражение. План генерала Ли не сработал: из 65 000 человек, привлечённых к наступлению, реально действовали только 15 000, а загадочная пассивность Джексона вообще лишила смысла атаку Хилла. Южане потеряли 1484 человека, а корпус Портера — только 361. Вместе с тем стратегически армия Ли кое-что выиграла: появление южан (особенно Джексона) на правом фланге Макклеллана угрожало перерезать железнодорожную ветку, по которой осуществлялось снабжение армии Союза. Генералы советовали Макклеллану атаковать корпус Магрудера, но Макклелан переоценил силы корпуса Магрудера и принял решение передвинуть свою базу к реке Джеймса. Таким образом, сохраняя численное преимущество, он упустил инициативу и перешёл к пассивной обороне. Более того, его армия начала отступление к югу, в результате чего только треть армии участвовала в последующих боевых действиях.

### Сражение при Гейнс-Милл (27 июня)

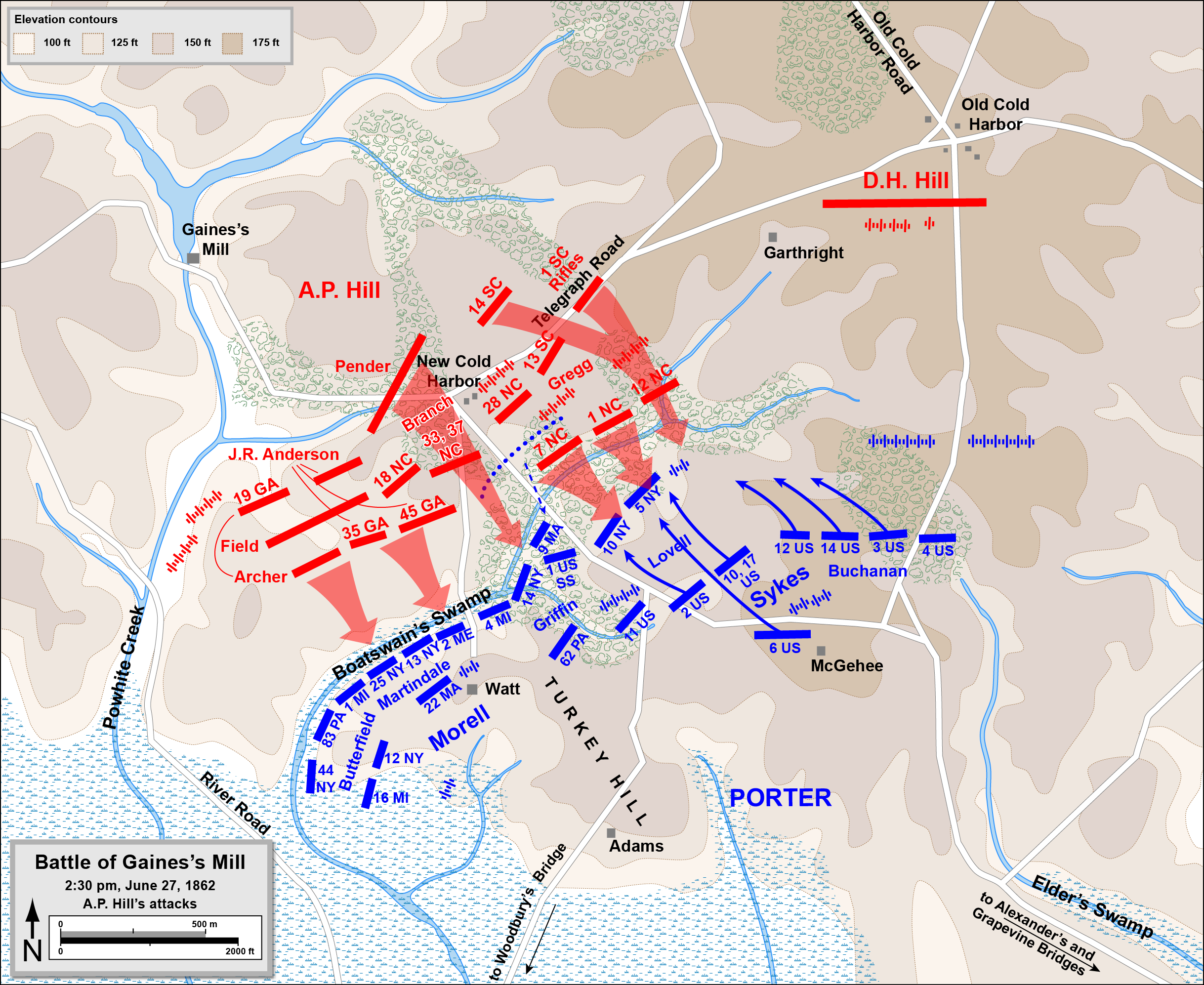
Атака Хилла при Гэинс-Милл

Это крупное сражение (англ. Battle of Gaines’Mill) иногда называют Первым сражением при Колд-Харбор или Сражением на Чикахомини. Утром армия Ли начала самое массовое наступление за всю войну — в нём участвовало 57 000 человек в составе шести дивизий.
Рано утром Эмброуз Хилл начал атаку через Бевердэм-Крик, но на этот раз встретил слабое сопротивление. Продолжая нступление, его передовая бригада (Макси Грегга) натолкнулась на сопротивление 9-го массачусетского полка у Гэинс-Милл. Корпус Портера расположился вдоль Боцманской реки и болотистой равнины, которые представляли собой серьёзное препятствие для атакующих. Дивизии Макси Грегга, Дурси Пендера, Джозефа Андерсона и Лоуренса О’Брайана Брэнча пытались атаковать, но безуспешно. Подошедшие части Лонгстрита встали южнее частей Хилла, но Лонгстрит не решился атаковать по такой местности и стал дожидаться частей Джексона.
Однако Джексон опоздал и на этот раз. Эмброуз Хилл снова попытался атаковать в одиночку, но был отброшен частями Джорджа Сайкса; он отступил и стал ждать Джексона. Лонгстрит приказал провести небольшую диверсию, чтобы оттянуть время до прихода Джексона. Проводя эту диверсионную атаку, бригада Джорджа Пикетта пошла во фронтальное наступление и была отбита с большими потерями. Только в 15:00 подошли части Джексона — весь день они блуждали в поисках нужной дороги. Он решил не вмешиваться в сражение во избежание недоразумений, но получил прямой приказ от генерала Ли и в 16:30 начал атаку. К тому времени корпус Портера был усилен дивизией Генри Слокума. Уже в вечерней темноте конфедераты предприняли очередную атаку, которая была очень плохо скоординирована, но именно она проломила федеральную оборону. Прорыв осуществила техасская бригада Джона Худа, который сделал себе имя в этот день и впоследствии был повышен до командира дивизии. На помощь Портеру подошли бригады Томаса Мигера и Уильяма Френча, но было уже поздно и всё, что они могли — это прикрыть отступающие части Портера. Во время этого отступления был окружён батальон 5-го кавалерийского полка под командованием Чарльза Уайтинга. На следующий день в 16:00 Портер переправил войска на южный берег Чикохамини и сжёг мосты.
Между тем весь этот день Магрудер водил за нос Макклелана, предпринимая небольшие диверсионные атаки на своём правом фланге. Он отвлёк на себя 60 000 человек федеральной армии, в то время как всё самое важное происходило на северном берегу Чикохамини.
В этом сражении армия Ли одержала свою единственную несомненную тактическую победу. Задействованные в бою части Союза (34 214 человек) потеряли 894 человека убитыми, 3107 ранеными и 2836 пленными. Наступающие части Ли (57 018 человек) потеряли убитыми 1483 человека, ранеными 6402, пленными 108. Эта первая победа генерала Ли могла бы быть более эффективной, если бы не действия Джексона и его штаба. Артиллерийский офицер Конфедерации Эдвард Александер впоследствии писал: «Если бы Джексон атаковал сразу по прибытии, или вместе с А. П. Хиллом, мы бы добились лёгкой победы — возможно, взяли бы в плен большую часть отряда Портера».
Неудача сильно обеспокоила генерала Макклелана, который начал ускоренно отступать к реке Джеймса. Гэйнс-Милл стал психологической победой Конфедерации: в этот день стало видно, что Ричмонд спасён.

### Битва у Саваж-Стейшн (29 июня)
С утра 29 июня числа федеральная армия готовилась отступать на юг и сжигала всё то, что не могла унести с собой. 2-й, 3-й и 6-й корпуса армии находились у станции Саваж. Сам Макклелан уехал в Малверн Хилл, не оставив никаких распоряжений и не оставив своего заместителя, в результате корпуса остались без центрального управления. Сражение у Саваж-стейшн стало небольшим арьергардным боем, не вполне удачным для Конфедерации.
Боевые столкновения начались в 9:00, когда в 2 милях к западу от станции два джорджианских полка генерала Джорджа Андерсона вступили в бой с 2 пенсильванскими полками из корпуса Самнера. Бой длился два часа и унёс жизни 28 джорджианцев и 119 пенсильванцев. Во время этого боя осколком снаряда был смертельно ранен бригадный генерал Ричард Гриффит. Магрудер решил, что перед ним значительные силы противника и запросил у Ли подкреплений. Ли перебросил к нему две бригады из дивизии Бенжамина Хугера с условием, что они вернутся, если не вступят в бой до 14:00.
Тем временем генерал Джексон действовал совсем не по плану Ли. Он начал ремонтировать мост через Чикахомини — он понял так, что должен находиться на северном берегу реки и охранять переправу. Такого же рода недоразумения случились и в армии Союза. Генерал Хейнцельман решил, что его корпус не должен участвовать в обороне станции, поэтому он двинул корпус на юг, не предупредив об этом Самнера и Франклина. Теперь у станции остались только два корпуса.
Магрудер между тем был вынужден атаковать 26 000 северян корпуса Самнера силами своих 14 000 человек. Он колебался до 17:00, и наконец отправил в бой две с половиной бригады. Левым флангом наступления командовал Джозеф Кершоу, центром — Пол Семмес, правым флангом — Вильям Берксдэйл. Федеральные генералы Франклин и Седжвик как раз проводили рекогносцировку. Они увидели приближающуюся бригаду Кершоу, которую сперва приняли за корпус Хейнцельмана. Чуть позже Самнер понял, что ошибся, и что корпуса Хейнцельмана вообще нет на месте — это привело его в такое возмущение, что на следующий день он отказывался разговаривать с Хейнцельманом. Артиллерия северян открыла огонь по наступающим линиям конфедератов.
Между тем, наступление Магрудера поддерживала бронированная железнодорожная батарея, в первый раз задействованная в боевых действиях. Это было 32-фунтовое нарезное морское орудие Брука, которое было бронировано железными листами и двигалось с помощью локомотива. В армии его назвали «Сухопутным Мерримаком». Но несмотря на это оружие, атака Магрудера имела мало шансов на успех. Первым вступила в бой филадельфийская бригада Уильяма Бернса, которая не смогла перекрыть фронт наступления двух конфедеративных бригад. Самнер не очень грамотно управлял боем на этом участке, посылая в бой случайные дивизии. Сперва он послал два полка бригады Бернса, потом 1-й миннесотский из другой бригады, потом полк из бригады Ричардсона. И если Магрудер задействовал только часть своих сил, то Седжвик поступил аналогично — только 10 из его 26 бригад приняли участие в бою.
Сражение постепенно перешло в продолжительную перестрелку, которая длилась до темноты. «Сухопутный Мерримак» бомбардировал позиции Союза, и некоторые его снаряды залетали в тыл, к полевому госпиталю. Финальным аккордом боя стала атака «Вермонтской Бригады» под командованием полковника Уильяма Брукса из дивизии Уильяма Смита. Брукс двинул вермонтцев в атаку через лес, где они попали под сильный обстрел и понесли больше потерь, чем любая бригада за весь день: бригада потеряла 439 человек, причем 5-й вермонтский полк потерял 209 из 428, половину своего состава.
В этом сражении погибло 1500 человек с обеих сторон. 2500 раненых солдат Союза попали в плен после эвакуации госпиталя. Джексон перешёл Чикахомини только на следующий день в 02:30, слишком поздно, чтобы разбить армию Союза. Основная часть Потомакской армии пересекла реку Уайт-Оак-Свамп в полдень 30 июня. Генерал Ли был крайне недоволен Магрудером. «Я крайне сожалею, что вы так мало сделали сегодня для преследования противника. Если хотим пожинать плоды победы, это наступление следовало бы проводить боле энергично. …Мы не можем более терять времени — иначе они уйдут от нас». Однако основная вина за неудачи лежит в равной степени на неэффективных офицерах штаба Ли и пассивных действиях генерала Джексона.

### Сражение при Глендейле (30 июня)

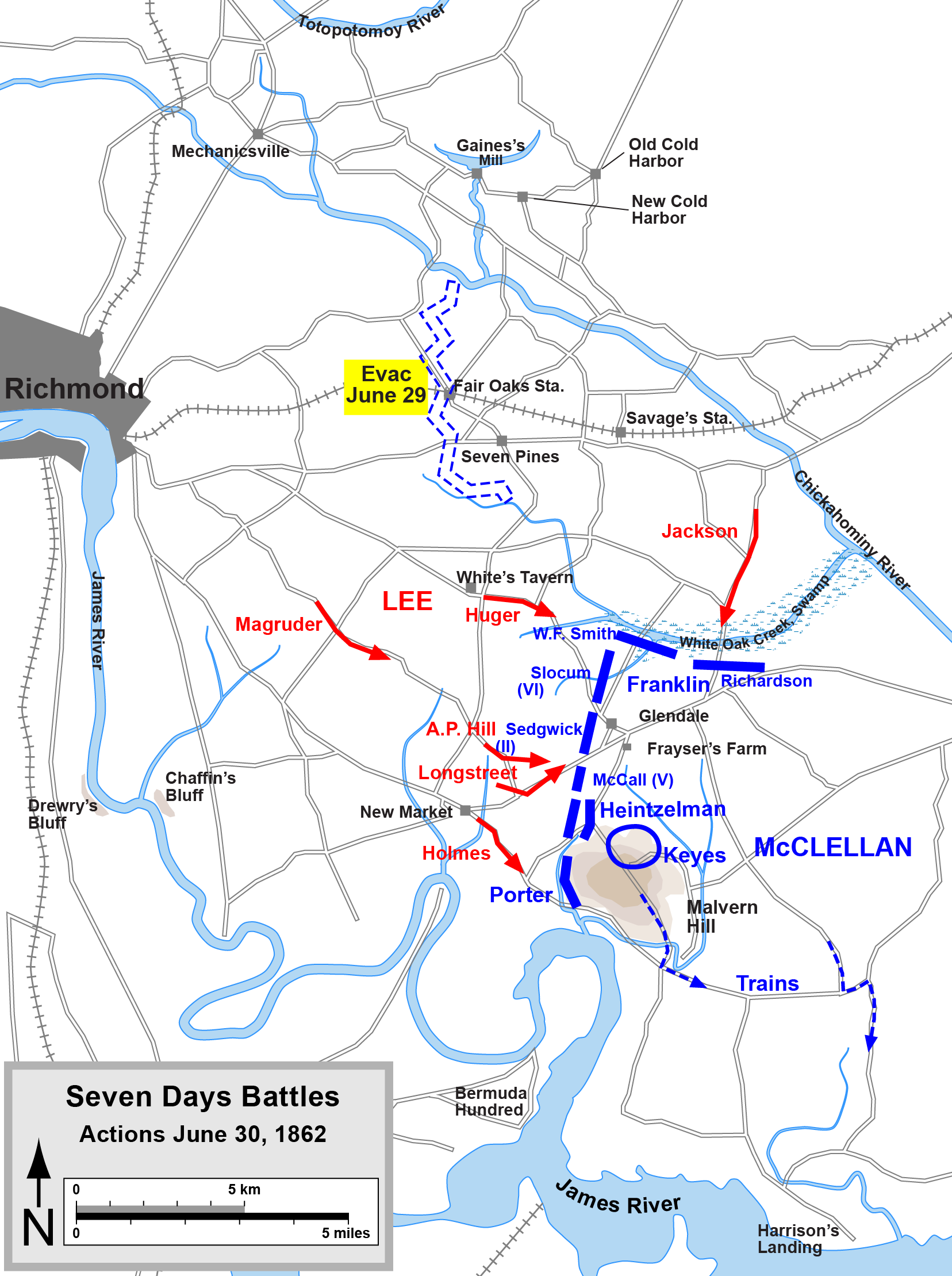
Семидневная битва, 30 июня 1862.

Это сражение произошло 30 июня 1862 года, и иногда называется Сражение у Фрэзерс-Фарм, Нельсонс-Фарм или Нью-Маркет-Роуд. Генерал Ли пытался наступлением с запада отрезать армию Макклеллана от морской базы, окружить и уничтожить её. Как и во всех предыдущих фазах сражения, план Ли по различным причинам сорвался.
Дивизия Хьюджера, преследуя северян, натолкнулась на завалы на дорогах и стала искать обходные пути через лес. Хугер двигался медленно, опасался атак противника и в итоге не смог принять участия в сражении. Магрудер кружил по округе и никак не мог решить, идти ему на соединение с Холмсом или с Лонгстритом. Только в 16:00 он получил приказ Ли соединиться с Холмсом и атаковать Малверн-Хилл. Джексон «Каменная стена» снова впал в необъяснимую спячку: он весь день простоял на берегу Уайт-Оак-Свамп, предпринял вялую атаку федерального 6-го корпуса, а потом, как и за день до этого, начал восстанавливать мост через реку, несмотря на наличие брода. Малоопытные части Холмса ничего не смогли сделать против Портера у Малверн-Хилл, даже после того, как к ним присоединились люди Магрудера. Кроме того, им серьёзно помешал артиллерийский обстрел с федеральных кораблей на реке Джеймса.
В 14:00 Ли, Лонгстрит и прибывший с визитом президент Джефферсон Дэвис ожидали начала атаки Хугера и неожиданно попали под артиллерийский обстрел. За участок боя отвечал Эмброуз Хилл, он велел президенту и генералам отправиться в тыл, а Лонгстрит попробовал подавить шесть действующих федеральных батарей огнём своей артиллерии, но сразу было понятно, что шансов на успех мало. Лонгстрит приказал полковнику Дженкинсу атаковать батареи неприятеля, и эта атака переросла в серьёзный бой около 16:00.
Получилось так, что из всех запланированных атак реализовалась только эта — запоздалая, и организованная наспех. Лонгстрит атаковал силами 20 000 человек, которых не поддержали дивизии Хугера и Джексона. Они атаковали многочисленные (40 000 человек) но разрозненные силы Союза, причем самые ожесточенные бои произошли в полосе действия пенсильванских дивизий 5-го корпуса под ком. генерала Джорджа Макколла (6000 человек). Это произошло около фермы Нельсона(она же «ферма Фрэзера», по имени прежнего владельца). Дивизия МакКолла состояла из бригады Джорджа Мида и Трумана Сеймура с бригадой Джона Рейнольдса (после пленения Рейнольдса ею командовал Сенека Симмонс) в резерве.
Южане наступали силами трех бригад: генералов Уилкокса, Дженкинса и Кемпера. Необстрелянные вирджинцы Кемпера наступали через густой лес и вышли прямо под дула пяти батарей Макколла. Вирджинцы бросились в неорганизованную, но яростную атаку, прорвались к орудиям и при помощи бригады Дженкинса отбросили назад федеральные бригады. Они встретили упорное сопротивление частей Мида и Сеймура, так что дело доходило до рукопашной. Сам Мид был ранен и одна из его батарей сдалась. Макколл был захвачен в плен, когда по ошибке наткнулся на пикет конфедератов.
Между тем федеральные бригады Хукера, Керни и Слокама выдержали несколько атак конфедератов. Бой затих только в 20:30. В этом бою Лонгстрит руководил действиями практически каждой бригады, в то время как на стороне Союза бригады действовали сами по себе, без общего руководства. Вместо с тем он посылал бригады в бой по частям, вместо того, чтобы организовать массированное наступление.
План генерала Ли реализовать не удалось. Федералы потеряли 3797 человек (297 убитыми, 1696 ранеными, 1804 пленными и пропавшими без вести). Потери армии Конфедерации были сравнимы: 3673 человек (638 убито, 2814 ранено, 221 потеряно). В сражении были ранены генералы Союза Мид и Самнер, и генералы Юга — Андерсон, Пендер и Фетерстон.

### Сражение при Малверн-Хилл (1 июля)

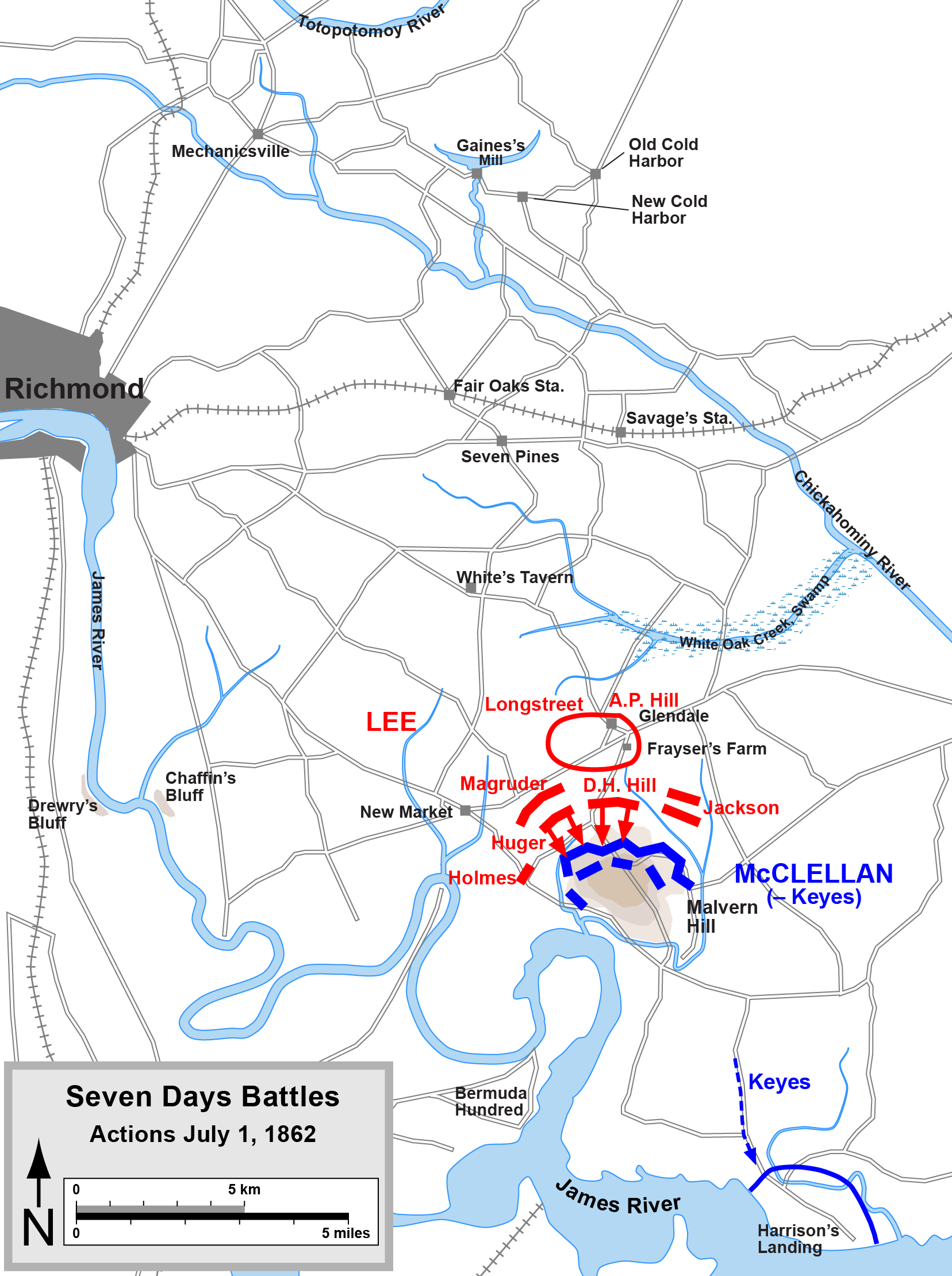
Сражение за Малверн-Хилл, 1 июля, 1862

В сражении при Глэндейле конфедератам не удалось отрезать армию Союза, и она отошла на удобные позиции на возвышенности Малверн-Хилл. Это была действительно выгодная позиция, с которой хорошо просматривалась и простреливалась окружающая местность, при этом подходы к возвышенности были болотистыми. V корпус первым прибыл на высоту и успел подготовить её к обороне, установив, в частности, 25 орудий. Макклеллан полагал, что армия противника обладает численным превосходством, хотя силы были равны — примерно по 80 000 человек на каждой стороне.
Ли решил предпринять массированную атаку с севера. Но и на этот раз его план реализовать не удалось. Сказалось плохое состояние дорог и неточности военных карт. Снова застрял Джексон. Потерял направление Магрудер. Фактически, к бою были готовы только дивизия Хугера на правом фланге и дивизия Дэниеля Хилла на левом. Они ожидали артиллерийской подготовки — на которой во многом был построен план Ли — но неожиданно артобстрел первыми начали федералы. С 13:00 до 14:30 они провели одну из крупнейших бомбардировок за всю войну. Федеральная артиллерия была лучше оснащена и имела больше опыта, и им удалось вывести из строя почти все батареи конфедератов.
И все же Ли решил атаковать. В 15:30 пехота двинулась вперёд. Бригаде Армистеда удалось продвинуться дальше всех. В 16:00 прибыла дивизия Магрудера, которая была брошена на помощь Армистеду, но эта атака оказалась плохо организована.
Дэниель Хилл впоследствии писал: «Это была не война, это было убийство». Армия Ли потеряла 5355 человек, армия Макклеллана — 3214 человек. И всё же южане продолжали преследовать армию Союза на пути к Харрисонс-Лэндинг. Им удалось занять высоту Эвелингтон, которая делала их позиции на берегу реки Джеймс фактически неприступными даже в условиях обстрела со стороны федерального флота. Высота была захвачена генералом Стюартом, который атаковал их при поддержке одного единственного орудия из батареи Джона Пэлхема (Того самого, который через год, в сражении при Фредериксберге, сумеет задержать атаку дивизии Мида с помощью, опять же, одного орудия). Этим и закончилась Семидневная битва. Ли понял, что Макклеллан не повторит похода на Ричмонд и перебросил Джексона на север, против армии Поупа. Так постепенно началась Северовирджинская кампания.

## Последствия
Семидневная битва относится к «дилетантскому периоду» Гражданской войны, участвующие в них армии трудно назвать опытными. И всё же сражение отличается просто невероятным количеством ошибок, допущенных обеими сторонами. Сказалась плохая работа штабов, плохие карты, плохие дороги, несогласованность действий и многое другое.
Генерал Магрудер несколько раз терял нужное направление и действовал крайне неуверенно; Лонгстрит не очень грамотно провёл атаку при Глендейле, но удивительнее всего необъяснимая медлительность и неуверенность генерала Джексона.
Генералы Союза тоже совершали ошибки, и больше всего их сделал сам Макклелан, начиная с неправильной оценки противника и утери инициативы. В какой-то момент он вообще покинул армию, не оставив заместителя.
Генерал Ли быстро сделал выводы из произошедшего и сразу после сражения приступил к реорганизации армии. Отличившиеся командиры были повышены — например, Джон Худ повышен до командира дивизии.
Это сражение сказалось и на карьере генерала Магрудера. Он неплохо показал себя в начале Кампании на Полуострове под Йорктауном, затем удачно дезинформировал противника во время сражения при Гейнс-Милл, но затем сильно разочаровал генерала Ли. После сражения Магрудер был отправлен на периферию в Техас. Генерал Теофилиус Холмс был отослан в Арканзас.
Семидневной битвой завершилась кампания на полуострове. Обе стороны понесли серьёзные потери. Северовирджинская армия потеряла примерно 20 000 человек из 90 000: 3494 убито, 15 758 ранено, 952 попало в плен. Макклеллан сообщил о потерях порядка 16 000 человек из 105 445: 1734 убито, 8062 ранено, 6053 попало в плен.

## В литературе
Семидневной битве посвящено стихотворение Германа Мелвилла «Малвернский холм»:

Семь Дней мы бились, семь Ночей —

И это были дни

Отваги, страсти и тщеты,

Как призрак, стали я и ты, —

И зрели вязы с высоты

И жертв, и палачей.

## Интересные факты
Перед отправкой из Остина на фронт в Вирджинию бойцы роты «В» 4-го Техасского пехотного полка получили от местных барышень подарок — маленького фокстерьера Кэнди, который быстро стал ротным любимцем и талисманом. Кэнди пропал во время сражения при Малверн-Хилл, после того, как его видели атакующим вместе с остальными солдатами высоту Индюшачий Холм. На следующий день Кэнди нашла похоронная команда; дрожащий пёс прижимался к мёртвому телу рядового Джона Саммерса, своего самого преданного друга и покровителя.